# Vladimir Aleksandrovitj af Rusland
Vladimir Aleksandrovitj (russisk: Влади́мир Александрович, tr. Vladímir Aleksandrovitj; født 22. april 1847 i Sankt Petersborg, Det Russiske Kejserrige, død 17. februar 1909 samme sted) var storfyrste af Rusland og søn af kejser Aleksandr 2. af Rusland.
Storfyrst Vladimir var et ledende medlem af Romanov-familien og besad flere vigtige poster i Rusland. Sammen med sin hustru, Storfyrstinde Maria Pavlovna, var han førende indenfor selskabslivet. 
Vladimirs efterkommer, storfyrstinde Maria Vladimirovna af Rusland er Romanov-familiens overhoved i dag.

## Familie
Vladimir blev født som den tredje søn af daværende storfyrst Aleksandr Nikolajevitj og hans hustru, storfyrstinde Maria Aleksandrovna, en prinsesse fra Storhertugdømmet Hessen.

## Ægteskab
I 1874 blev Vladimir gift med prinsesse Marie af Mecklenburg-Schwerin, der i Rusland antog navnet Maria Pavlovna. Ægteskabet blev forsinket i nogle år, da Marie nægtede at antage den ortodokse tro, der ellers var gængs praksis blandt andre brude, der giftede sig ind i Huset Romanov. Til sidst fik hun lov til at beholde sin lutherske tro, og uden at Vladimir derved mistede sin arveret til den russiske trone.

## Børn
Storfyrst Vladimir og storfyrstinde Maria Pavlovna fik fem  børn,
- Storfyrst Aleksandr Vladimirovitj af Rusland (31. august 1875 – 16. marts 1877)
- Storfyrst Kirill Vladimirovitj af Rusland, senere overhoved for Romanov-familien i eksil.
- Storfyrst Boris Vladimirovitj af Rusland
- Storfyrst Andrej Vladimirovitj af Rusland
- Storfyrstinde Helena Vladimirovna af Rusland